# Heemsen
Heemsen là một đô thị ở huyện huyện Nienburg, trong bang Niedersachsen, nước Đức. Đô thị Heemsen có diện tích 39,37 km². It có cự ly khoảng 8 km về phía đông bắc của Nienburg, và 25 km về phía nam của Verden.
Heemsen thuộc Samtgemeinde ("đô thị tập thể") Heemsen.